# Francisco Vico
Francisco Ángel Vico y Artea (Francesco Angelo de Vico), nació en Sassari, Cerdeña (c. 1580), falleciendo en Madrid (1648). Fue un hombre de letras, político e historiador sardo al servicio de la Monarquía hispánica durante las primeras décadas del siglo XVII.

## Biografía
Nació en una familia humilde, siendo hijo de un oficial del Santo Oficio, originario de Vico (Córcega), que se asentó y casó en Sassari (reino de Cerdeña). 
Completó sus estudio de filosofía en su ciudad natal para más tarde trasladarse a España e Italia, donde se graduó en derecho Civil y Canónico (in utroque jure) por la Universidad de Salamanca y por la Universidad de Pisa.
Más tarde regresa a su Cerdeña natal, donde emprendió una brillante carrera como hombre de leyes: inicia su carrera en el puesto de asesor del magistrado cívico; posteriormente ejerció como juez civil y criminal en la Gobernación de Sassari (1606); en 1609 es nombrado juez de la sala de lo Criminal en la Audiencia Real de Cerdeña, que era el órgano jurisdiccional supremo del Reino de Cerdeña; en 1617 pasa al cargo de abogado Fiscal del Reino. Desde estos puestos burocráticos, ejerció el papel en asesor político y administrativo de los virreyes de Cerdeña durante las primeras décadas del siglo XVII.
A partir de aquí, se gana el favor de la corte de Madrid, siendo nombrado en 1627, Regente del Reino de Cerdeña en el Consejo Supremo de la Corona de Aragón, por lo que se mudó a Madrid. El cargo lo ocupará hasta su muerte (1648), no siendo sustituido oficialmente hasta 1650 por Jorge de Castellví.
Francisco Vico trabajó duro, junto a Felipe IV, quien le apreciaba enormemente, para la creación de una potente flota sarda al servicio de la monarquía para la defensa de las costas de las incursiones de la piratería berberisca. En 1624, autorizado por el Rey, se traslada a la república de Génova para la contratación de la construcción y armamento de varias galeras.
También promovió el cultivo del olivo, así como la introducción en Cerdeña de las nuevas técnicas en el procesamiento de la lana y de la seda.
En 1639 escribió Historia general de la isla y Reyno de Sardeña, considerado de compleja historiografía y fuerte impacto político. Hay que considerar que Francisco Vico era un acérrimo seguidor de la Monarquía hispánica, que además escribe en español, por lo que él y su libro sufren un ataque de “credibilidad” ocho décadas después cuando Cerdeña pasa a la órbita piamontesa de la Casa de Saboya, exactamente en 1720. En cualquier caso, es una fuente bibliográfica indiscutible de la historia de Cerdeña durante las primeras décadas del siglo XVII.

## Familia
Su hijo fue Pedro Vico, Arzobispo de Cagliari